# Liste des chapelles des Yvelines
La liste des chapelles des Yvelines présente les chapelles de culte catholique situées sur le territoire des communes du départements français des Yvelines.
Il est fait état des diverses protections dont elles peuvent bénéficier, et notamment les inscriptions et classements au titre des monuments historiques.
Toutes sont situées dans le diocèse de Versailles.

## Liste
| Chapelle                                                                                               | Commune                      | Adresse | Coordonnées                      | Notice         | Protection | Date | Illustration                                                   |
| --- | ---------------------------- | ------- | -------------------------------- | -------------- | ---------- | ---- | -------------------------------------------------------------- |
| Chapelle de la Nativité d'Andelu                                                                       | Andelu                       |         | 48° 52′ 44″ nord, 1° 49′ 18″ est |                |            |      | Chapelle de la Nativité d'Andelu                               |
| Chapelle Saint-Barthélemy d'Auffreville-Brasseuil                                                      | Auffreville-Brasseuil        |         | 48° 57′ 16″ nord, 1° 42′ 38″ est |                |            |      | Chapelle Saint-Barthélemy d'Auffreville-Brasseuil              |
| Chapelle Saint-Sanctin d'Auteuil                                                                       | Auteuil                      |         | 48° 51′ 04″ nord, 1° 48′ 51″ est |                |            |      | Chapelle Saint-Sanctin d'Auteuil                               |
| Chapelle du cimetière de Bazemont                                                                      | Bazemont                     |         | 48° 55′ 38″ nord, 1° 51′ 44″ est |                |            |      | Image manquante Téléverser                                     |
| Chapelle Sainte-Colombe de Sainte-Colombe (Yvelines)                                                   | Bazemont                     |         | 48° 56′ 37″ nord, 1° 51′ 52″ est |                |            |      | Image manquante Téléverser                                     |
| Chapelle Saint-Antoine du Bréau-sans-Nappe                                                             | Boinville-le-Gaillard        |         | 48° 30′ 04″ nord, 1° 53′ 33″ est | « IA00070042 » |            |      | Chapelle Saint-Antoine du Bréau-sans-Nappe                     |
| Chapelle Sainte-Geneviève de Bois-d'Arcy                                                               | Bois-d'Arcy                  |         | 48° 48′ 06″ nord, 2° 02′ 19″ est |                |            |      | Chapelle Sainte-Geneviève de Bois-d'Arcy                       |
| Chapelle du château des Clos                                                                           | Bonnelles                    |         | 48° 36′ 32″ nord, 2° 01′ 32″ est |                |            |      | Image manquante Téléverser                                     |
| Chapelle du monastère des Orantes de Bonnelles                                                         | Bonnelles                    |         | 48° 37′ 35″ nord, 2° 01′ 22″ est |                |            |      | Chapelle du monastère des Orantes de Bonnelles                 |
| Chapelle Sainte-Anne de Moûtiers                                                                       | Bullion                      |         | 48° 36′ 43″ nord, 1° 58′ 18″ est |                |            |      | Chapelle Sainte-Anne de Moûtiers                               |
| Chapelle sainte Maria-Goretti de Carrières-sur-Seine                                                   | Carrières-sur-Seine          |         | 48° 54′ 53″ nord, 2° 11′ 39″ est |                |            |      | Image manquante Téléverser                                     |
| Chapelle Saint-Jean de Chatou                                                                          | Chatou                       |         | 48° 54′ 07″ nord, 2° 08′ 28″ est |                |            |      | Chapelle Saint-Jean de Chatou                                  |
| Chapelle de Chatou                                                                                     | Chatou                       |         | 48° 53′ 13″ nord, 2° 09′ 10″ est | « IA00027760 » |            |      | Image manquante Téléverser                                     |
| Chapelle funéraire de la famille Chièze                                                                | Chatou                       |         | à géolocaliser                   | « IA00027815 » |            |      | Chapelle funéraire de la famille Chièze                        |
| Chapelle funéraire de la famille Bain                                                                  | Chatou                       |         | à géolocaliser                   | « IA00027813 » |            |      | Image manquante Téléverser                                     |
| Chapelle funéraire de Charles Finaly                                                                   | Chatou                       |         | à géolocaliser                   | « IA00027814 » |            |      | Image manquante Téléverser                                     |
| Chapelle funéraire des familles Vignon-Bouin                                                           | Chatou                       |         | à géolocaliser                   | « IA00027765 » |            |      | Image manquante Téléverser                                     |
| Chapelle funéraire de la famille Schweitzer                                                            | Chatou                       |         | à géolocaliser                   | « IA00027812 » |            |      | Image manquante Téléverser                                     |
| Chapelle du prieuré Saint-Saturnin de Chevreuse                                                        | Chevreuse                    |         | 48° 42′ 29″ nord, 2° 02′ 23″ est |                |            |      | Chapelle du prieuré Saint-Saturnin de Chevreuse                |
| Chapelle Saint-Lubin de Chevreuse                                                                      | Chevreuse                    |         | 48° 42′ 23″ nord, 2° 03′ 20″ est | « IA00027564 » |            |      | Image manquante Téléverser                                     |
| Chapelle du château de Breteuil de Choisel                                                             | Choisel                      |         | 48° 40′ 49″ nord, 2° 01′ 21″ est |                |            |      | Image manquante Téléverser                                     |
| Chapelle de Clairefontaine                                                                             | Clairefontaine-en-Yvelines   |         | 48° 36′ 43″ nord, 1° 54′ 32″ est |                |            |      | Image manquante Téléverser                                     |
| Chapelle Sainte-Honorine de Conflans-Sainte-Honorine                                                   | Conflans-Sainte-Honorine     |         | à géolocaliser                   |                |            |      | Chapelle Sainte-Honorine de Conflans-Sainte-Honorine           |
| Chapelle Sainte-Gemme de Feucherolles                                                                  | Feucherolles                 |         | 48° 52′ 41″ nord, 1° 59′ 05″ est | « IA00060809 » |            |      | Chapelle Sainte-Gemme de Feucherolles                          |
| Chapelle Sainte-Élisabeth de Dennemont                                                                 | Follainville-Dennemont       |         | 49° 00′ 53″ nord, 1° 41′ 44″ est |                |            |      | Image manquante Téléverser                                     |
| Chapelle Saint-Jean de Fontenay-le-Fleury                                                              | Fontenay-le-Fleury           |         | 48° 48′ 30″ nord, 2° 02′ 29″ est |                |            |      | Chapelle Saint-Jean de Fontenay-le-Fleury                      |
| Chapelle de l'abbaye royale Notre-Dame de Grandchamp                                                   | Grandchamp                   |         | 48° 43′ 11″ nord, 1° 37′ 18″ est |                |            |      | Chapelle de l'abbaye royale Notre-Dame de Grandchamp           |
| Chapelle Sainte-Croix de Gressey                                                                       | Gressey                      |         | 48° 49′ 55″ nord, 1° 36′ 26″ est |                |            |      | Chapelle Sainte-Croix de Gressey                               |
| Chapelle Saint-Germain de Secqueval                                                                    | Guerville                    |         | 48° 57′ 33″ nord, 1° 44′ 14″ est | « PA00087448 » | Classé MH  | 1981 | Image manquante Téléverser                                     |
| Chapelle Saint-Jean de Senneville                                                                      | Guerville                    |         | 48° 56′ 36″ nord, 1° 44′ 55″ est |                |            |      | Chapelle Saint-Jean de Senneville                              |
| Chapelle des Pionniers de Jambville                                                                    | Jambville                    |         | 49° 02′ 38″ nord, 1° 51′ 07″ est |                |            |      | Chapelle des Pionniers de Jambville                            |
| Chapelle Sainte-Claire de Jambville                                                                    | Jambville                    |         | 49° 02′ 38″ nord, 1° 51′ 07″ est |                |            |      | Image manquante Téléverser                                     |
| Chapelle Notre-Dame du prieuré des Célestins de Viltain                                                | Jouy-en-Josas                |         | à géolocaliser                   |                |            |      | Image manquante Téléverser                                     |
| Chapelle Sainte-Rita de Juziers                                                                        | Juziers                      |         | 48° 59′ 30″ nord, 1° 50′ 49″ est |                |            |      | Chapelle Sainte-Rita de Juziers                                |
| Chapelle funéraire de la famille Hériot                                                                | La Boissière-École           |         | 48° 41′ 04″ nord, 1° 38′ 21″ est | « PA00087375 » | Classé MH  | 1987 | Chapelle funéraire de la famille Hériot                        |
| Chapelle Notre-Dame-de-Beauregard de La Celle-Saint-Cloud                                              | La Celle-Saint-Cloud         |         | 48° 50′ 44″ nord, 2° 07′ 55″ est |                |            |      | Image manquante Téléverser                                     |
| Chapelle Sainte-Marie-de-la-Visitation de La Celle-Saint-Cloud                                         | La Celle-Saint-Cloud         |         | 48° 51′ 45″ nord, 2° 09′ 00″ est |                |            |      | Image manquante Téléverser                                     |
| Chapelle Sainte-Marie de La Verrière                                                                   | La Verrière                  |         | 48° 45′ 24″ nord, 1° 57′ 28″ est |                |            |      | Chapelle Sainte-Marie de La Verrière                           |
| Chapelle du château du Mesnil-Saint-Denis                                                              | Le Mesnil-Saint-Denis        |         | 48° 44′ 24″ nord, 1° 57′ 37″ est |                |            |      | Chapelle du château du Mesnil-Saint-Denis                      |
| Chapelle du monastère du Sacré-Cœur du Mousseau                                                        | Le Mesnil-Saint-Denis        |         | 48° 44′ 25″ nord, 1° 58′ 19″ est |                |            |      | Image manquante Téléverser                                     |
| Chapelle Sainte-Amélie du Pecq                                                                         | Le Pecq                      |         | à géolocaliser                   |                |            |      | Image manquante Téléverser                                     |
| Chapelle de la maison Saint-Charles du Vésinet                                                         | Le Vésinet                   |         | 48° 53′ 13″ nord, 2° 07′ 32″ est |                |            |      | Chapelle de la maison Saint-Charles du Vésinet                 |
| Chapelle Notre-Dame-des-Layes des Layes                                                                | Les Essarts-le-Roi           |         | 48° 42′ 57″ nord, 1° 55′ 09″ est |                |            |      | Image manquante Téléverser                                     |
| Chapelle Notre-Dame-du-Chêne des Essartons                                                             | Les Mesnuls                  |         | 48° 45′ 49″ nord, 1° 49′ 30″ est |                |            |      | Chapelle Notre-Dame-du-Chêne des Essartons                     |
| Chapelle de l'abbaye Notre-Dame-de-la-Roche de Lévis-Saint-Nom                                         | Lévis-Saint-Nom              |         | 48° 44′ 06″ nord, 1° 57′ 20″ est |                |            |      | Chapelle de l'abbaye Notre-Dame-de-la-Roche de Lévis-Saint-Nom |
| Chapelle du prieuré de l'Yvette                                                                        | Lévis-Saint-Nom              |         | 48° 43′ 22″ nord, 1° 55′ 26″ est |                |            |      | Image manquante Téléverser                                     |
| Chapelle Saint-Jean-XXIII de Magnanville                                                               | Magnanville                  |         | 48° 58′ 01″ nord, 1° 40′ 58″ est |                |            |      | Image manquante Téléverser                                     |
| Chapelle Notre-Dame-de-Pitié de Magny-les-Hameaux                                                      | Magny-les-Hameaux            |         | 48° 43′ 27″ nord, 2° 05′ 15″ est |                |            |      | Image manquante Téléverser                                     |
| Chapelle de l'hôpital des Jockeys, devenu Pavillon André Adèle, maison de retraite de Maisons-Laffitte | Maisons-Laffitte             |         | à géolocaliser                   |                |            |      | Image manquante Téléverser                                     |
| Chapelle du couvent des Sœurs de Jésus au temple de Parc de Maisons-Laffitte                           | Maisons-Laffitte             |         | à géolocaliser                   |                |            |      | Image manquante Téléverser                                     |
| Chapelle Sainte-Thérèse de Maisons-Laffitte                                                            | Maisons-Laffitte             |         | à géolocaliser                   |                |            |      | Image manquante Téléverser                                     |
| Chapelle Saint-Jacques de Mantes-la-Jolie                                                              | Mantes-la-Jolie              |         | 48° 59′ 07″ nord, 1° 43′ 00″ est |                |            |      | Chapelle Saint-Jacques de Mantes-la-Jolie                      |
| Chapelle Saint-Jean-l'Évangéliste de Mantes-la-Jolie                                                   | Mantes-la-Jolie              |         | 48° 59′ 25″ nord, 1° 43′ 10″ est |                |            |      | Chapelle Saint-Jean-l'Évangéliste de Mantes-la-Jolie           |
| Chapelle Saint-Jacques de Maule                                                                        | Maule                        |         | 48° 54′ 22″ nord, 1° 50′ 59″ est | « PA00087527 » | Inscrit MH | 1988 | Chapelle Saint-Jacques de Maule                                |
| Chapelle Saint-Léonard du Coudray                                                                      | Maule                        |         | 48° 54′ 00″ nord, 1° 48′ 32″ est |                |            |      | Image manquante Téléverser                                     |
| Chapelle Saint-François-d'Assise de Montesson                                                          | Montesson                    |         | 48° 55′ 53″ nord, 2° 08′ 41″ est |                |            |      | Image manquante Téléverser                                     |
| Chapelle Sainte-Avoye de l'hôpital de Montfort-l'Amaury                                                | Montfort-l'Amaury            |         | à géolocaliser                   |                |            |      | Image manquante Téléverser                                     |
| Chapelle du Vieux Montfort-l'Amaury                                                                    | Montfort-l'Amaury            |         | à géolocaliser                   |                |            |      | Chapelle du Vieux Montfort-l'Amaury                            |
| Chapelle du château Saint-André de Bures                                                               | Morainvilliers               |         | 48° 56′ 27″ nord, 1° 57′ 52″ est |                |            |      | Image manquante Téléverser                                     |
| Chapelle du château de l'abbaye de Neauphle-le-Vieux                                                   | Neauphle-le-Vieux            |         | 48° 48′ 56″ nord, 1° 52′ 00″ est |                |            |      | Image manquante Téléverser                                     |
| Chapelle Notre-Dame-de-la-Mer de Jeufosse                                                              | Notre-Dame-de-la-Mer         |         | 49° 02′ 10″ nord, 1° 32′ 39″ est |                |            |      | Chapelle Notre-Dame-de-la-Mer de Jeufosse                      |
| Chapelle Saint-Pierre de Port-Villez                                                                   | Notre-Dame-de-la-Mer         |         | 49° 03′ 52″ nord, 1° 31′ 17″ est |                |            |      | Chapelle Saint-Pierre de Port-Villez                           |
| Chapelle Saint-Jean de Tressancourt d'Orgeval                                                          | Orgeval                      |         | à géolocaliser                   |                |            |      | Image manquante Téléverser                                     |
| Chapelle Notre-Dame-de-Pitié d'Osmoy                                                                   | Osmoy                        |         | 48° 52′ 03″ nord, 1° 43′ 06″ est |                |            |      | Chapelle Notre-Dame-de-Pitié d'Osmoy                           |
| Chapelle de la Maladrerie de Poissy                                                                    | Poissy                       |         | 48° 54′ 55″ nord, 2° 01′ 02″ est | « PA00087568 » | Inscrit MH | 1937 | Chapelle de la Maladrerie de Poissy                            |
| Chapelle de l'hôpital de Rambouillet                                                                   | Rambouillet                  |         | 48° 39′ 00″ nord, 1° 49′ 32″ est |                |            |      | Image manquante Téléverser                                     |
| Chapelle Saint-Hubert de la Villeneuve                                                                 | Rambouillet                  |         | à géolocaliser                   |                |            |      | Image manquante Téléverser                                     |
| Chapelle Saint-Nicolas de Rennemoulin                                                                  | Rennemoulin                  |         | 48° 50′ 03″ nord, 2° 02′ 30″ est |                |            |      | Chapelle Saint-Nicolas de Rennemoulin                          |
| Chapelle de Richebourg                                                                                 | Richebourg                   |         | 48° 49′ 15″ nord, 1° 38′ 06″ est |                |            |      | Chapelle de Richebourg                                         |
| Chapelle de l'hospice Saint-Charles de Rosny-sur-Seine                                                 | Rosny-sur-Seine              |         | 49° 00′ 04″ nord, 1° 38′ 10″ est |                |            |      | Image manquante Téléverser                                     |
| Chapelle du château de Rosny-sur-Seine                                                                 | Rosny-sur-Seine              |         | 49° 00′ 19″ nord, 1° 37′ 43″ est |                |            |      | Image manquante Téléverser                                     |
| Chapelle de Sailly                                                                                     | Sailly                       |         | 49° 02′ 18″ nord, 1° 48′ 10″ est |                |            |      | Chapelle de Sailly                                             |
| Chapelle Sainte-Thérèse de Saint-Cyr-l'École                                                           | Saint-Cyr-l'École            |         | 48° 47′ 32″ nord, 2° 03′ 59″ est |                |            |      | Image manquante Téléverser                                     |
| Chapelle Saint-Louis de Saint-Cyr-l'École                                                              | Saint-Cyr-l'École            |         | 48° 48′ 04″ nord, 2° 03′ 54″ est |                |            |      | Chapelle Saint-Louis de Saint-Cyr-l'École                      |
| Chapelle Saint-Gilles de Saint-Forget                                                                  | Saint-Forget                 |         | 48° 42′ 13″ nord, 2° 00′ 33″ est | « PA78000018 » | Inscrit MH | 2003 | Chapelle Saint-Gilles de Saint-Forget                          |
| Sainte-Chapelle de Saint-Germain-en-Laye                                                               | Saint-Germain-en-Laye        |         | 48° 53′ 51″ nord, 2° 05′ 45″ est |                |            |      | Sainte-Chapelle de Saint-Germain-en-Laye                       |
| Chapelle des Augustines de Saint-Germain-en-Laye                                                       | Saint-Germain-en-Laye        |         | 48° 53′ 49″ nord, 2° 05′ 05″ est |                |            |      | Chapelle des Augustines de Saint-Germain-en-Laye               |
| Chapelle du Carmel de Saint-Germain-en-Laye                                                            | Saint-Germain-en-Laye        |         | 48° 53′ 55″ nord, 2° 04′ 27″ est |                |            |      | Chapelle du Carmel de Saint-Germain-en-Laye                    |
| Chapelle du château d'Hennemont de Saint-Germain-en-Laye                                               | Saint-Germain-en-Laye        |         | 48° 53′ 53″ nord, 2° 03′ 45″ est |                |            |      | Chapelle du château d'Hennemont de Saint-Germain-en-Laye       |
| Chapelle du musée Maurice Denis de Saint-Germain-en-Laye                                               | Saint-Germain-en-Laye        |         | 48° 53′ 34″ nord, 2° 05′ 14″ est |                |            |      | Image manquante Téléverser                                     |
| Chapelle Sainte-Cécile de Saint-Germain-en-Laye                                                        | Saint-Germain-en-Laye        |         | 48° 53′ 36″ nord, 2° 03′ 59″ est |                |            |      | Image manquante Téléverser                                     |
| Chapelle Saint-Érembert de Saint-Germain-en-Laye                                                       | Saint-Germain-en-Laye        |         | 48° 53′ 43″ nord, 2° 05′ 56″ est |                |            |      | Chapelle Saint-Érembert de Saint-Germain-en-Laye               |
| Chapelle Saint-Louis de l'hôpital de Saint-Germain-en-Laye                                             | Saint-Germain-en-Laye        |         | 48° 53′ 53″ nord, 2° 05′ 05″ est |                |            |      | Chapelle Saint-Louis de l'hôpital de Saint-Germain-en-Laye     |
| Chapelle Saint-Louis des franciscaines de Saint-Germain-en-Laye                                        | Saint-Germain-en-Laye        |         | 48° 54′ 07″ nord, 2° 05′ 08″ est |                |            |      | Image manquante Téléverser                                     |
| Chapelle du prieuré Bénédictin de Saint-Benoît de Saint-Lambert                                        | Saint-Lambert                |         | 48° 43′ 38″ nord, 2° 01′ 04″ est |                |            |      | Image manquante Téléverser                                     |
| Chapelle Saint-Jacques de Bréthencourt                                                                 | Saint-Martin-de-Bréthencourt |         | 48° 30′ 22″ nord, 1° 54′ 49″ est |                |            |      | Chapelle Saint-Jacques de Bréthencourt                         |
| Chapelle Sainte-Anne de Sandrancourt                                                                   | Saint-Martin-la-Garenne      |         | 49° 02′ 07″ nord, 1° 38′ 51″ est |                |            |      | Chapelle Sainte-Anne de Sandrancourt                           |
| Chapelle Saint-Michel de Saint-Martin-la-Garenne                                                       | Saint-Martin-la-Garenne      |         | 49° 02′ 32″ nord, 1° 41′ 19″ est |                |            |      | Image manquante Téléverser                                     |
| Chapelle Notre-Dame-des-Champs de Saint-Rémy-lès-Chevreuse                                             | Saint-Rémy-lès-Chevreuse     |         | 48° 42′ 03″ nord, 2° 05′ 44″ est |                |            |      | Image manquante Téléverser                                     |
| Chapelle Sainte-Hélène de Vaugien                                                                      | Saint-Rémy-lès-Chevreuse     |         | 48° 42′ 10″ nord, 2° 05′ 21″ est |                |            |      | Image manquante Téléverser                                     |
| Chapelle du Saint-Sacrement de Greffiers                                                               | Sonchamp                     |         | 48° 36′ 50″ nord, 1° 50′ 28″ est |                |            |      | Chapelle du Saint-Sacrement de Greffiers                       |
| Chapelle Saint-Jean de Loireux                                                                         | Sonchamp                     |         | 48° 35′ 25″ nord, 1° 53′ 57″ est |                |            |      | Chapelle Saint-Jean de Loireux                                 |
| Chapelle du Sacré-Cœur de Thoiry                                                                       | Thoiry                       |         | 48° 51′ 50″ nord, 1° 47′ 45″ est | « PA00087655 » | Inscrit MH | 2014 | Chapelle du Sacré-Cœur de Thoiry                               |
| Chapelle Sainte-Anne de Triel-sur-Seine                                                                | Triel-sur-Seine              |         | 48° 58′ 40″ nord, 2° 00′ 20″ est | « PA78000034 » | Inscrit MH | 2013 | Image manquante Téléverser                                     |
| Chapelle Sainte-Jeanne-d'Arc de Hautil                                                                 | Triel-sur-Seine              |         | 49° 00′ 08″ nord, 2° 00′ 42″ est |                |            |      | Image manquante Téléverser                                     |
| Chapelle de l'école Notre-Dame de Verneuil-sur-Seine                                                   | Verneuil-sur-Seine           |         | 48° 58′ 59″ nord, 1° 58′ 27″ est |                |            |      | Chapelle de l'école Notre-Dame de Verneuil-sur-Seine           |
| Chapelle du château de Versailles                                                                      | Versailles                   |         | 48° 48′ 18″ nord, 2° 07′ 20″ est |                |            |      | Chapelle du château de Versailles                              |
| Chapelle Notre-Dame-des-Armées de Versailles                                                           | Versailles                   |         | 48° 48′ 02″ nord, 2° 07′ 51″ est |                |            |      | Chapelle Notre-Dame-des-Armées de Versailles                   |
| Chapelle du Lycée Hoche de Versailles                                                                  | Versailles                   |         | 48° 48′ 25″ nord, 2° 08′ 14″ est |                |            |      | Chapelle du Lycée Hoche de Versailles                          |
| Chapelle de Béthune de Versailles                                                                      | Versailles                   |         | 48° 49′ 09″ nord, 2° 08′ 18″ est | « PA00087668 » | Classé MH  | 1970 | Chapelle de Béthune de Versailles                              |
| Chapelle de l'Hermitage de Versailles                                                                  | Versailles                   |         | 48° 48′ 46″ nord, 2° 07′ 26″ est | « PA00087669 » | Classé MH  | 1922 | Chapelle de l'Hermitage de Versailles                          |
| Chapelle du lycée Sainte-Geneviève de Versailles                                                       | Versailles                   |         | 48° 48′ 11″ nord, 2° 09′ 20″ est |                |            |      | Chapelle du lycée Sainte-Geneviève de Versailles               |
| Chapelle de la maison de retraite des Petites Sœurs des Pauvres de Glatigny                            | Versailles                   |         | 48° 49′ 14″ nord, 2° 08′ 27″ est |                |            |      | Image manquante Téléverser                                     |
| Chapelle de l'Immaculée-Conception des Clarisses de Versailles                                         | Versailles                   |         | 48° 47′ 37″ nord, 2° 07′ 20″ est |                |            |      | Chapelle de l'Immaculée-Conception des Clarisses de Versailles |
| Chapelle des Sœurs de Saint-Jean de Versailles                                                         | Versailles                   |         | 48° 47′ 37″ nord, 2° 07′ 47″ est |                |            |      | Chapelle des Sœurs de Saint-Jean de Versailles                 |
| Chapelle du collège-lycée Saint-Jean Hulst de Versailles                                               | Versailles                   |         | 48° 49′ 05″ nord, 2° 08′ 14″ est |                |            |      | Chapelle du collège-lycée Saint-Jean Hulst de Versailles       |
| Chapelle du lycée Notre-Dame-du-Grandchamp de Versailles                                               | Versailles                   |         | 48° 47′ 35″ nord, 2° 07′ 27″ est |                |            |      | Chapelle du lycée Notre-Dame-du-Grandchamp de Versailles       |
| Chapelle du Petit Trianon de Versailles                                                                | Versailles                   |         | 48° 48′ 55″ nord, 2° 06′ 34″ est |                |            |      | Chapelle du Petit Trianon de Versailles                        |
| Chapelle du Sacré-Cœur de Versailles                                                                   | Versailles                   |         | 48° 47′ 57″ nord, 2° 09′ 21″ est |                |            |      | Chapelle du Sacré-Cœur de Versailles                           |
| Chapelle Sainte-Marie de Clagny                                                                        | Versailles                   |         | 48° 48′ 51″ nord, 2° 08′ 28″ est |                |            |      | Chapelle Sainte-Marie de Clagny                                |
| Chapelle Saint-François-de-Sales de Montreuil                                                          | Versailles                   |         | 48° 48′ 12″ nord, 2° 09′ 25″ est |                |            |      | Chapelle Saint-François-de-Sales de Montreuil                  |
| Chapelle Saint-Joseph de Glatigny                                                                      | Versailles                   |         | 48° 49′ 18″ nord, 2° 08′ 30″ est |                |            |      | Image manquante Téléverser                                     |
| Chapelle Saint-Maurice de Satory                                                                       | Versailles                   |         | 48° 47′ 19″ nord, 2° 06′ 58″ est |                |            |      | Chapelle Saint-Maurice de Satory                               |
| Chapelle des Pages                                                                                     | Versailles                   |         | 48° 48′ 16″ nord, 2° 07′ 41″ est |                |            |      | Image manquante Téléverser                                     |
| Chapelle Notre-Dame-de-l'Espérance de Versailles                                                       | Versailles                   |         | 48° 47′ 38″ nord, 2° 07′ 15″ est |                |            |      | Chapelle Notre-Dame-de-l'Espérance de Versailles               |
| Chapelle de la Providence de Versailles                                                                | Versailles                   |         | 48° 47′ 53″ nord, 2° 07′ 29″ est |                |            |      | Chapelle de la Providence de Versailles                        |
| Chapelle du collège du Sacré-Cœur de Versailles                                                        | Versailles                   |         | 48° 47′ 48″ nord, 2° 07′ 23″ est |                |            |      | Chapelle du collège du Sacré-Cœur de Versailles                |
| Chapelle des Diaconesses de Reuilly                                                                    | Versailles                   |         | 48° 47′ 40″ nord, 2° 08′ 07″ est |                |            |      | Image manquante Téléverser                                     |
| Chapelle du centre Ozanam de Versailles                                                                | Versailles                   |         | 48° 47′ 43″ nord, 2° 07′ 10″ est |                |            |      | Chapelle du centre Ozanam de Versailles                        |
| Chapelle Saint-Jacques de Bardelle                                                                     | Vicq                         |         | 48° 49′ 13″ nord, 1° 49′ 08″ est |                |            |      | Chapelle Saint-Jacques de Bardelle                             |
| Chapelle de la Commanderie de la Villedieu d'Élancourt                                                 | Élancourt                    |         | 48° 45′ 55″ nord, 1° 57′ 56″ est |                |            |      | Chapelle de la Commanderie de la Villedieu d'Élancourt         |